# Valérie Plante
Valérie Plante (Rouyn-Noranda; 14 de junio de 1974) es la alcaldesa de la ciudad de Montreal desde 2017. Es también la líder del partido Projet Montréal.

## Biografía
Plante nació en la localidad quebequense de Rouyn-Noranda, el 14 de junio de 1974. Durante su adolescencia, pasó un año en Ontario aprendiendo inglés. En 1994 se trasladó a Montreal para estudiar en la universidad y se graduó en Antropología en 1997 y en Musicología en 2001. Posteriormente estuvo trabajando en diversas ONG.
En las elecciones municipales de Montreal de 2013 fue elegida concejal por el partido Projet Montréal, actuando como líder de la oposición hasta diciembre de 2016. En 2017 se presentó como cabeza de lista de su partido a las elecciones municipales y resultó elegida alcaldesa de Montreal el 5 de noviembre. Plante se convirtió así en la primera mujer en ocupar la alcaldía de la ciudad.
Valérie Plante es reelegida el 7 de noviembre de 2021.